# Amtsbezirk Emmerleff
Der Amtsbezirk Emmerleff war ein Amtsbezirk im Kreis Tondern in der Provinz Schleswig-Holstein.
Der Amtsbezirk wurde 1889, gemäß der Kreisordnung für die Provinz Schleswig-Holstein vom 26. Mai 1888 (Preuß. GS. S. 139), gebildet und umfasste die folgenden Gemeinden:  
1. Emmerleff
2. Jerpstedt
3. Kjärgaard
4. Norder Seiersleff
5. Süder Seiersleff

1920 wurde der Amtsbezirk aufgelöst und die Gemeinden aufgrund der Volksabstimmung in Schleswig an Dänemark abgetreten.